# Львівська середня загальноосвітня школа № 29
Льві́вська се́редня за́гальноосвітня шко́ла № 29 — середня загальноосвітня школа I—III ступенів, яка розташована у місті Винники Личаківського району міста Львова.

## Історія та сьогодення
Винниківська семирічна школа № 1 відкрилася у 1944 році в старому шкільному будинку на вул. Ринок, 4, що під час другої світової війни використовувався німецькою окупаційною владою як стайня та військовий шпиталь. У перші повоєнні роки директором школи був Рой Михайло Васильович. 1945 року у школі навчалося близько 400 дітей і вже наступного 1946 року 10 учнів одержало перші атестати. Протягом 1945—1972 років незмінним директором школи був Чеславський Михайло Степанович. При семирічній школі у 1946 році відкрито вечірній клас, а від 1959 року — Львівська середня загальноосвітня школа № 29.
У 1970—1980-х роках навчальний процес відбувався у трьох приміщеннях: головне — на вул. Ринок, 4 та двох допоміжних — у приміщенні колишньої католицької плебанії при вул. Львівській та в будинку на вул. Танкістів (нині — вул. Івасюка), знаходиться поряд винниківського історико-краєзнавчого музею. Протягом 1972—1982 років директором школи був Петро Лісний. Ще за його керівництва у школі почав працювати вчителем ритміки Марк Михайлович Гарц. 1984 року Марк Гарц заснував при школі ансамбль народного танцю «Прикарпаття», який 1989 року отримав звання «Народного художнього колективу». Від 1982 року директором школи була Демцюх Оксана Василівна. 1991 року здане в експлуатацію нове приміщення школи при вул. Сухомлинського, 6, що мало три навчальних корпуси, 58 класних приміщень та навчальних кабінетів на 1600 місць, басейн. 1996 року школі присвоєно статус школи естетичного профілю.  

## Відомі люди

### Учні
- Володимир Грабовецький — український науковець, історик, доктор історичних наук, професор. Заслужений діяч науки і техніки України, двічі відмінник освіти України, почесний професор кафедри українознавства Українського державного університету (м. Москва), почесний доктор Ужгородського національного університету, почесний професор Прикарпатського національного університету імені Василя Стефаника, почесний член 12 наукових і освітньо-громадських товариств, нагороджений 35 урядовими та громадськими і вишівськими почесними грамотами і дипломами, Почесний громадянин м. Винники[2].
- Мирон Маркевич — радянський та український футболіст і тренер. Почесний громадянин м. Винники[2].

### Вчителі
- Михайло Чеславський (2 листопада 1921, м. Бердичів — 30 грудня 2003, м. Винники) — видатний педагог, багатолітній директор львівської СЗОШ № 29[2].

## Цікаві факти
П'ять років Міністерство освіти проводило на базі школи (школа ввійшла до числа 11 пілотних шкіл України) психолого-педагогічний експеримент «Проєктування соціального розвитку особистості». Елементи даних досліджень вчителі використовують в своїй роботі. Шість років школа брала участь у програмі «Здоров'я школяра», до реалізації якої управління освіти м. Львова залучило кращі школи Львова. Успішною була участь вчителів школи у проекті, яким керував фонд «Салюс» (Велика Британія) «Статеве виховання дітей». Ця робота завершилась написанням підручника «Рекомендації з питань статевого виховання дітей», співавторами якого стали вчителі школи: О. Я. Стасів, Г. П. Літепло, Г. З. Нич та З. П. Білоус.